# De Clare

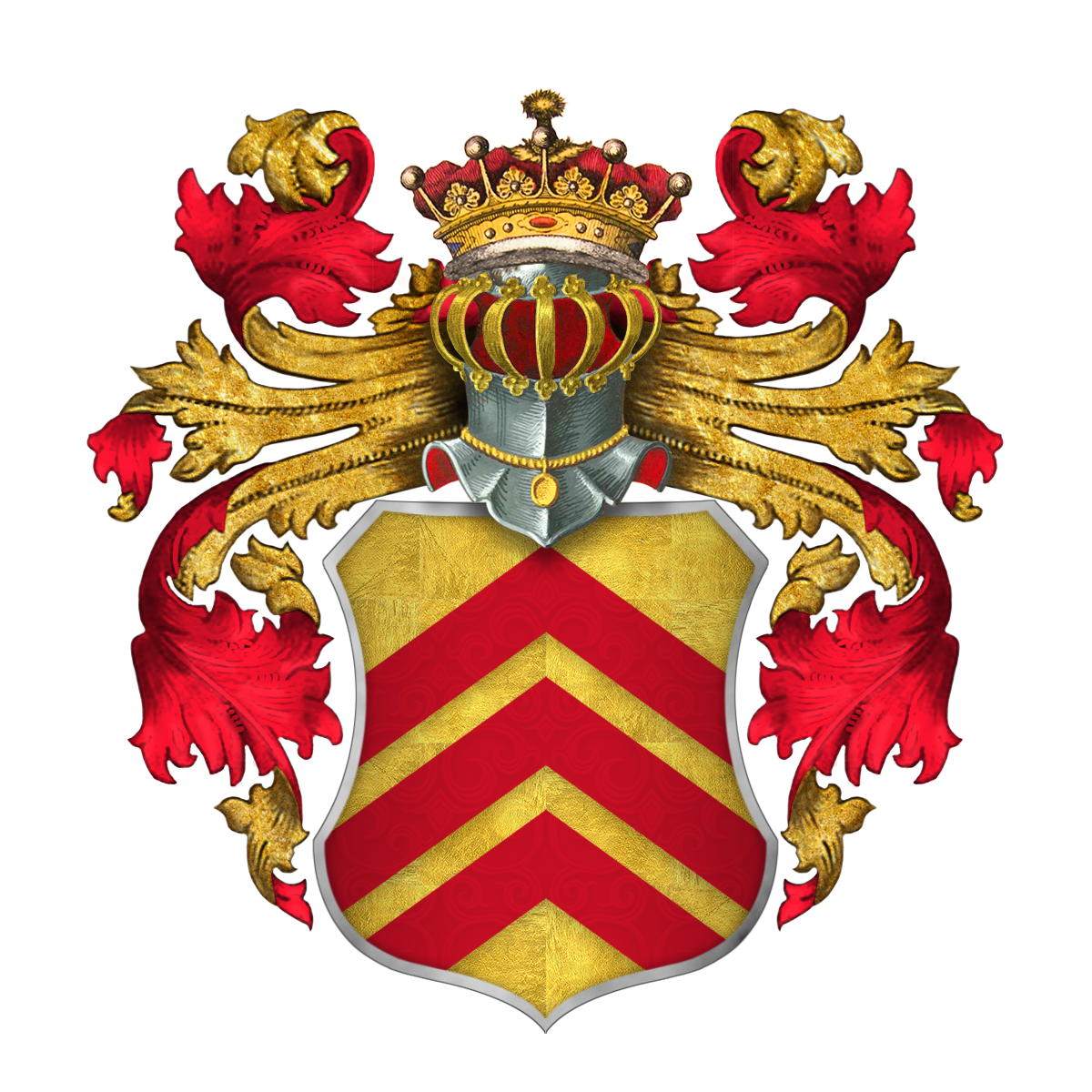
Stemma della casata de Clare

I de Clare furono una famiglia nobile anglo-normanna che fiorì alla corte inglese nel XIII secolo, imparentandosi con la famiglia reale dei Plantageneti.
Presero il proprio cognome da Clare, nel Suffolk ed ebbero possedimenti in Inghilterra, in Galles e in Irlanda.

## Origini
Il primo rappresentante della casata fu Goffredo di Eu (Geoffroy o Godefroy, 962 - morto dopo il 1023), che era figlio illegittimo del duca di Normandia Riccardo I e ottenne il titolo di conte di Eu e i relativi possedimenti, oltre al castello di Brionne (forse anche con il relativo titolo comitale). Suo figlio Gilberto di Brionne (Gilbert o Giselbert, soprannominato Crispin, 1000-1040) fu uno dei tutori del duca Guglielmo II, il futuro Guglielmo il Conquistatore, figlio bastardo del duca Roberto I, che lo aveva fatto riconoscere come suo erede prima di partire in pellegrinaggio in Terra santa. Alla sua morte, nel 1035, a causa della ribellione di molti baroni, che si opposero alla successione di Guglielmo, si scatenò un periodo di torbidi, durante i quali Gilberto di Brionne morì assassinato nel 1040 da Raoul di Gacé, un altro dei tutori del giovane duca.
In seguito all'assassinio del padre, i due figli di Gilberto, Baldovino (Baldwin fitz Gilbert) e Riccardo (Richard fitz Gilbert), si rifugiarono nelle Fiandre, presso il conte Baldovino V. Dopo il matrimonio di Guglielmo il Conquistatore con la figlia di quest'ultimo, Matilde di Fiandra, nel 1050 o 1051, Baldovino ottenne la signoria di Meules e a Riccardo la signoria di Bienfaite.
Entrambi parteciparono nel 1066 alla battaglia di Hastings e alla conquista dell'Inghilterra, in seguito alla quale acquisirono altre terre: a Baldovino di Meules fu affidato il castello di Rougemont a Exeter nel 1068 e in seguito divenne barone di Okehampton e sceriffo del Devonshire. A Riccardo di Bienfaite venne affidata la vasta signoria di Clare, nel Suffolk, e la motta di Tonbridge nel Kent.

## Signori di Clare
Riccardo (1030 circa - 1091), primo signore di Clare, partecipò insieme al giustiziere (reggente) per l'Inghilterra, Guglielmo I di Warenne, conte del Surrey, alla repressione della rivolta dei conti contro il re nel 1075. Si sposò con Rohais Giffard, figlia di Gualtiero Giffard, con la quale fece costruire un priorato a Saint Neos, completato dopo la sua morte.
È citato nei documenti in modi diversi (Richard fitz Gilbert, Riccardo di Bienfaite o Riccardo di Clare - Richard de Clare). In seguito i suoi successori furono generalmente identificati solo con il loro patronimico (fitz Richard o fitz Gilbert): dato che i nomi si ripeterono spesso, questo rende a volte difficile la loro individuazione. Quando furono riconosciuti come pari di Inghilterra, furono noti come "conti Clare" (Earls Clare).
I suoi figli furono:
- Gilberto I di Clare (o di Tonbridge, o Gilbert fitz Richard), ebbe in eredità i beni inglesi del padre i suoi discendenti furono i Clare conti di Pembroke e i Clare conti di Gloucester. Fu coinvolto tra il 1088 e il 1095 in una ribellione contro il re Guglielmo II e insieme al fratello Ruggero fu presente al suo assassinio nel 1100.
- Roberto di Clare (Robert fitz Richard) fu signore di Little Dunmow, nel'Essex, e barone di Baynard. Ebbe la carica di siniscalco del re Stefano d'Inghilterra e sposò Matilde di Saint-Lis, figlia di Simone I di Saint-Lis (morto nel 1136)
- Ruggero (Roger fitz Richard) ereditò le terre normanne del padre e salvò la vita al re Enrico I alla battaglia di Brémule, ma morì senza eredi (nel 1131);
- Walter de Clare (o Gautier), signore di Nether Gwent, morto nel 1138
- Riccardo (Richard Fitz Richard), monaco all'abbazia di Notre-Dame du Bec e abate a Ely, morto nel 1107
- Rohais, sposata al siniscalco Oddone di Ryes (morta nel 1121).
- Adele de Clare, sposata a Walter Tirel (morta nel 1138)

Gilberto I di Clare (Gilbert fitz Richard, morto nel 1114-1117), figlio del primo signore di Clare, Riccardo, sposò Alice di Clermont, figlia di Ugo, conte di Clermont, ed ebbe almeno otto figli, tra i quali:
- Gilberto di Clare, I conte di Pembroke
- Riccardo di Clare, signore di Ceredigion

### Conti di Pembroke
Gilberto di Clare, I conte di Pembroke (Gilbert fitz Gilbert, 1100 circa - 6 gennaio 1147 o 1148), figlio di Gilberto, secondo signore di Clare, ereditò le terre dei fratelli del padre morti senza eredi (Ruggero di Clare, baronia di Bienfaite e di Orbec in Normandia, e Walter de Clare, signoria di Nether Gwent e castello di Striguil) e acquisì altre terre in Irlanda e nel Galles. Ottenne dal re Stefano il titolo comitale di Pembroke e il castello di Pevensey. Sposò Isabella di Beaumont, figlia di Roberto di Beaumont, conte di Leicester, che era stata amante del re Enrico I, dalla quale ebbe due figlie (Agnese e Basilia) e due figli (Baldovino e Riccardo).
Riccardo (1130-1176), soprannominato Strongbow (Arc-Fort o "Forte arco"), ereditò il titolo di conte di Pembroke, che inizialmente non gli venne riconosciuto dal re Enrico II, in quanto suo padre era stato partigiano del re Stefano contro la madre di Enrico, Matilde, e venne conosciuto dai contemporanei come conte di Striguil. Conquistò il regno di Leinster in Irlanda, ad opera di Raimondo FitzGerald nel 1170, ma dopo l'intervento del re Enrico II con il trattato di Windsor del 1175, fu spogliato delle sue conquiste e ottenne solo la contea di Kildare. Ancora tramite Raimondo FitzGerald proseguì le operazioni di conquista, impadronendosi di Limerick nel 1176. Sposò Eva MacMurrough (Aoife), figlia del re del Leinster Dermot MacMurrough, dalla quale ebbe tre figli: Gilberto di Clare, III conte di Pembroke, morto in giovane età nel 1185 e Isabella di Clare, IV contessa di Pembroke (1172-1220) che ereditò i titoli e i possessi del padre e sposò Guglielmo Marshal, al quale passò il titolo comitale di Pembroke. Sua figlia Isabella (1200-1240) sposò nel 1217 Gilberto de Clare, V conte di Gloucester e IV conte di Hertford, appartenente ad un altro ramo della famiglia di Clare.

### Conti di Hertford
Un altro figlio del secondo signore di Clare, Gilberto fu Riccardo di Clare (Richard fitz Gilbert), che ebbe la signoria di Ceredigion, nel Galles e fu ucciso in una rivolta dei gallesi il 15 aprile del 1136. Aveva sposato Alice di Gernon (1102-1128), figlia di Ranulph il Meschino, III conte di Chester, dalla quale ebbe cinque figli, tra cui
- Gilberto di Clare (Gilbert fitz Richard, morto nel 1153), che ottenne il titolo di conte di Herford forse contemporaneamente al titolo di conte di Pembroke ottenuto dallo zio omonimo. Morì senza eredi e gli succedette il fratello Ruggero.
- Ruggero di Clare, II conte di Hertford (morto nel 1173), che assistette nel 1164 alla promulgazione delle Costituzioni di Clarendon da parte del re Enrico II d'Inghilterra. Sposò Matilde di St. Hilary (1132-1193), figlia di Giacomo di Saint Hilary, dalla quale ebbe sette figli, tra cui:
  - Mabel di Clare (morta nel 1204 e andata in sposa a Nigel di Mowbray)
  - Evelina de Clare (morta nel 1225 e andata in sposa a Goffredo FitzPeter, I conte di Essex)
  - Riccardo di Clare, III conte di Hertford (1153 circa - 1217), che fu presente alle incoronazioni di Riccardo I d'Inghilterra, nel 1189 e di Giovanni d'Inghilterra nel 1199 e alla firma della Magna Carta nel 1215. Sposò nel 1172 circa Amice (Amice fitz William), figlia di Guglielmo, II conte di Gloucester. Il loro figlio Gilberto ereditò oltre al titolo paterno a quello di conte di Gloucester dalla sorella della madre, Isabella.

### Conti di Gloucester
Gilberto di Clare, V conte di Gloucester e IV conte di Herford (1180 - 25 ottobre 1230), figlio di Riccardo di Clare, III conte di Hertford, fu presente alla firma della Magna Carta da parte del re Giovanni d'Inghilterra nel 1215 e partecipò alla prima guerra dei baroni, nel corso della quale combatté nella battaglia di Lincoln e fu preso prigioniero nel 1217 da Guglielmo Marshall, del quale sposò nello stesso anno la figlia, Isabella. Combatté in Galles (nel 1223, con il cognato Guglielmo Marshall, II conte di Pembroke e nel 1228) e in Bretagna e fu presente alla conferma della Magna Carta da parte del re Enrico III d'Inghilterra nel 1225. Dopo la sua morte, la sua vedova sposò Riccardo di Cornovaglia. Ebbe dalla moglie sei figli, tra cui Amice di Clare, che sposò Baldovino di Redvers, VI conte di Devon e Isabella di Clare, che sposò Robert Bruce, V Signore di Annandale. Suo erede fu il figlio Riccardo.
Riccardo di Clare, VI conte di Gloucester e V conte di Hertford (4 agosto 1222 - 14 luglio 1262) alla morte del padre fu inizialmente sotto la tutela di Uberto di Burgh, che pensò di dargli in moglie la propria figlia Margherita. Nel 1248 fu in pellegrinaggio alla tomba di sant'Edmondo. Nel 1239 partecipò ad una spedizione militare in Galles e fu in pellegrinaggio nel 1248 e nel 1252. Nel 1255, per incarico del re Enrico III, liberò il giovane re Alessandro III di Scozia, genero del re, dalla custodia del castello di Edimburgo. Nel 1258 sopravvisse ad un avvelenamento che costò la vita al fratello Guglielmo. Morì improvvisamente, forse sempre di veleno, presso la casa di Pietro II di Savoia. Sposò Matilde di Lacy, figlia di Giovanni di Lacy, I conte di Lincoln e di Margherita di Quincy, dalla quale ebbe sei figli, tra i quali Isabella di Clare, sposa di Guglielmo VII del Monferrato, Bogo di Clare, Margherita di Clare, sposa di Edmondo Plantageneto, II conte di Cornovaglia, e Tommaso di Clare, signore di Thomond. Suo erede fu il figlio Gilberto.
Gilberto di Clare, VII conte di Gloucester e VI conte di Hertford, detto anche "Gilberto il Rosso" (2 settembre 1243 - 7 dicembre 1295) partecipò al massacro degli ebrei perpetrato a Canterbury nel 1264 e venne accusato di tradimento insieme a Simone V di Montfort. Partecipò alla battaglia di Lewes, ma in seguito si riconciliò con il re e fu in campo dalla sua parte nella battaglia di Evesham, ottenendo in ricompensa i castelli di Abergavenny e di Brecon. Nel 1268 difese le sue terre dalle incursioni del re gallese Llyw Olaf ap Gruffydd. Fu tra i primi a giurare fedeltà al re Edoardo I d'Inghilterra nel 1272. Subì pesanti sconfitte nella spedizione militare del re in Galles nel 1282 ed entrò in conflitto con Humphrey di Bohun, III conte di Hereford nel 1292, provocando l'intervento del re. Si sposò una prima volta con Alice di Lusignano, che gli diede due figlie, Isabella di Clare, sposa di Guido di Beauchamp, X conte di Warwick e Giovanna di Clare. Dopo l'annullamento del primo matrimonio si risposò con Giovanna Plantageneta, figlia del re Edoardo I, dalla quale ebbe quattro figli (Eleonora di Clare, sposa di Ugo Despenser il giovane, Margaret di Clare, sposa di Pietro Gaveston ed Elisabetta di Clare, oltre al suo erede e successore suo omonimo, Gilberto.
Suo fratello fu Tommaso di Clare, che ottenne nel 1276 la signoria di Thomond dal re Edoardo I d'Inghilterra, con cui era stato all'ottava crociata e che l'aveva nel 1272 nominato governatore di Londra. Nel 1275 sposò Giuliana FitzGerald, figlia di Maurizio FitzGerald, III signore di Offaly, che gli diede i figli Gilberto e Riccardo, entrambi signori di Thomond, e le figlie Matilde e Margherita di Clare, sposa di Bartolomeo di Badlesmere, I barone di Badlesmere, che offese la regina Isabella di Francia nel 1312 e sconfitta e imprigionata nel 1322.
Erede del VII conte di Gloucester fu il suo omonimo Gilberto di Clare, VIII conte di Gloucester e VII conte di Hertford (10 maggio 1291 - 24 giugno 1314), ottenne l'eredità paterna dopo la morte della madre nel 1307 dal re Edoardo II d'Inghilterra. Combatté in Scozia e mediò tra il re e i baroni, guidati da Tommaso Plantageneto, scontenti della presenza a corte di Pietro Gaveston. Morì combattendo con il re in Scozia nella battaglia di Bannockburn. Alla sua morte senza eredi le sue proprietà furono divise tra le sue tre sorelle e la minore, Elisabetta, ereditò il titolo di signora di Clare: già vedova di Giovanni di Burgh, figlio di Riccardo Óg di Burgh, II conte dell'Ulster, a cui aveva dato un figlio, futuro erede del nonno (Guglielmo Donn di Burgh) fu richiamata dal re in Inghilterra, ma fu rapita e sposata da Teobaldo II di Verdun, di cui rimase presto vedova dopo averne avuta una figlia, Isabella di Verdun, e quindi data in sposa dal re Edoardo II al suo favorito Ruggero D'Amory, a cui diede di nuovo una figlia, Elisabetta D'Armory; rimasta vedova per la terza volta fece voto di castità e fece costruire il Clare College a Cambridge nel 1338.